# Галимуллин, Данил Рашатович
Галимуллин Данил Рашатович (род. 7 апреля 1989, Свердловск) — российский хоккеист и тренер.

## Биография
Начал заниматься хоккеем в детско-юношеской спортивной школе «Спартаковец» под руководством Сергея Воробьёва.
Выступал за ряд российских хоккейных клубов:
- ХК «Кедр» (Новоуральск, 2006—2007)
- ХК «Автомобилист-2» (Екатеринбург, 2007—2009)
- МХК «Авто» (Екатеринбург, 2009—2010)
- ХК «Мечел» (Челябинск, 2011—2012)
- ХК «Кубань» (Краснодар, 2012—2013)

В чемпионате Белоруссии играл за ХК «Брест» в сезонах 2010—2011 и 2014—2015. В первом сезоне вошёл в тройку лучших бомбардиров команды, помог клубу впервые в истории выйти в плей-офф чемпионата и по итогам голосования болельщиков был включён в символическую пятёрку. В сезоне 2014—2015 стал вторым бомбардиром Кубка Руслана Салея и был признан лучшим игроком команды.
В Эстонии выступал за клубы:
- Viking-Sport (Таллин, 2013—2014)
- HC Viking (Таллин, 2016—2017)
- HC Välk 494 (Тарту, 2018—2021)

В составе «Viking-Sport» и трижды в составе команды «HC Välk» становился чемпионом Эстонии. В течение трёх сезонов признавался лучшим нападающим, бомбардиром и снайпером чемпионата. В одном из матчей забросил девять шайб.
В 2024 года возглавил адаптивный спортивный клуб «Космос» (спорт глухих) в Екатеринбурге. Также привлекался в качестве тренера в сурдлимпийскую сборную России по хоккею.

## Достижения
2013-2014
- Чемпион Эстонии
- Лучший нападающий чемпионата Эстонии
- Лучший бомбардир чемпионата Эстонии
- Лучший снайпер чемпионата Эстонии

2016-2017
- Серебряный призёр чемпионата Эстонии
- Лучший нападающий чемпионата Эстонии
- Лучший бомбардир чемпионата Эстонии
- Лучший снайпер чемпионата Эстонии

2019-2020
- Чемпион Эстонии
- Лучший нападающий чемпионата Эстонии
- Лучший бомбардир чемпионата Эстонии
- Лучший снайпер чемпионата Эстонии
- Лучший ассистент чемпионата Эстонии

2020-2021
- Чемпион Эстонии